# Colégio Antônio Lemos
O Colégio Antônio Lemos foi idealizado pelo intendente de Belém entre 1897 e 1911, Antônio Lemos, com o objetivo de abrigar garotas órfãs do Orphelinato Paraense. Sua construção foi tumultuada, tendo sido iniciada e paralisada diversas vezes ao longo de três décadas. Em 1982, foi tombado pelo Departamento de Patrimônio Histórico Artístico e Cultural do Estado do Pará.

## Histórico
O  Orphelinato Paraense foi fundado em Belém, no ano de 1893. Começou cuidando de 9 meninas, mas no ano seguinte elas já eram 155. As órfãs recebiam educação básica e também aprendiam "prendas domésticas" (bordado, por exemplo, cujas peças eram vendidas e ajudavam a custear a instituição).
Em 1898 o Orphelinato passou a ser gerido pela Congregação Católica das Irmãs Filhas de Sant’Anna. Em 1900, premidas por uma grave crise financeira, tiveram que recorrer aos préstimos do Conselho Municipal de Belém, obtendo a ajuda desejada. A intervenção do município na verdade, foi mais longe: em 17 de janeiro de 1901 o orfanato passou para a administração municipal. Como o prédio ocupado pela instituição em Belém estivesse em más condições de conservação, o intendente Antônio Lemos manifestou a vontade de construir um prédio próprio para o orfanato em outro local.
Através da Lei Nº 370 de 28 de dezembro de 1903, o município autorizou que o intendente reorganizasse a instituição. Ele então providenciou um terreno de 70 hectares na Vila de Santa Izabel (atual Santa Izabel do Pará), onde seria construído o novo orfanato. Em 1906, numa homenagem pelos seus esforços em prol da instituição, o Orphelinato foi rebatizado como "Orfanato Antônio Lemos", através da Lei Nº 433, de 15 de março de 1906. Antônio Lemos pretendia inaugurar pelo menos a parte direita da obra em poucos meses para abrigar as órfãs, mas isso jamais ocorreu em seu tempo de vida (ele deixou a intendência em 1911, quando as obras foram paralisadas, e faleceu em 1913).
Em 1926, por mobilização da Fundação Mac-Dowell junto ao intendente de Belém, Antônio Crespo de Castro e ao governador do estado, Dionísio Bentes, a obra foi retomada. Todavia, houve outra paralisação e somente em dezembro de 1928 conseguiu-se a transferência das primeiras internas para o edifício em Santa Izabel, ainda em fase de conclusão.
As obras tiveram novo impulso no governo do interventor federal Magalhães Barata, tendo sido construída a ala direita do complexo arquitetônico. A instituição estava então sob administração estadual, embora não se saiba como se deu a transferência do município para o estado. Em 11 de junho de 1931, comemorando o sétimo centenário da morte de Santo Antônio de Lisboa, foi inaugurada a Gruta de Nossa Senhora de Lourdes no terreno da instituição.
Em 1982, ano do seu tombamento, o prédio já funcionava como Colégio Estadual Antônio Lemos (CEAL), mas ainda abrigava vinte internas sob a administração das Irmãs da Congregação Filhas de Sant'Anna. Apenas em setembro de 2013 as religiosas decidiram deixar definitivamente o prédio o qual estava em más condições de conservação, ameaçando principalmente as residentes. Neste mesmo ano teve início uma reforma, a qual em 2015 ainda não estava concluída.
Em 2022, o deputado Carlos Bordalo encaminhou uma moção endereçada ao governo do estado, solicitando uma reforma completa no prédio histórico.

## Características
O Conjunto Arquitetônico Antônio Lemos começou a ser erguido no período da Belle Époque brasileira e retrata o esforço realizado por Antônio Lemos em europeizar a cidade de Belém e seus arredores, através do alargamento e calçamento de ruas, da construção de grandes obras e mesmo da importação de estruturas inteiras, tanto em pedra quanto em ferro fundido.
O estilo arquitetônico predominante na época era o ecletismo, tendo sido utilizado no Colégio Antônio Lemos, juntamente com elementos neoclássicos.